# Oglasa aroa
Oglasa aroa är en fjärilsart som beskrevs av Bethune-Baker 1908. Oglasa aroa ingår i släktet Oglasa och familjen nattflyn. Inga underarter finns listade i Catalogue of Life.